# Pedioplanis husabensis
Espèce
Pedioplanis husabensis est une espèce de sauriens de la famille des Lacertidae.

## Répartition
Cette espèce est endémique de Namibie.

## Description
L'holotype de Pedioplanis husabensis, un mâle adulte, mesure 59,3 mm, queue non comprise. Cette dernière, en partie régénérée, mesure au total 112 mm.

## Étymologie
Son nom d'espèce, composé de husab et du suffixe latin -ensis, « qui vit dans, qui habite », lui a été donné en référence au lieu de sa découverte, le mont Husab.

## Publication originale
- Berger-Dell’Mour & Mayer, 1989 : On the parapatric existence of two species of the Pedioplanis undata group (Reptilia: Sauria: Lacertidae) in the central Namib Desert (Southwest Africa) with description of the new species Pedioplanis husabensis. Herpetozoa, vol. 1, no 3/4, p. 83-95 (texte intégral).